# بلقيس بدري

بلقيس بدرى الإنجليزية: Balghis Badri أستاذة جامعية وناشطه في مجال ختان الاناث،وتنمية المراة الريفية منذ   1979, أيضا  بروفسير في علم الأنثروبولوجي الاجتماعية في جامعة الاحفاد للبنات.

## النشأة
ولدت بلقيس بدري في مدينة امدرمان عام 1948 –نشأت وتعلمت بالعاصمة منذ الروضة حتي الثانوي بمدارس الأحفاد، تخرجت من جامعة الخرطوم كلية الاقتصاد والعلوم الاجتماعية بدرجة الشرف المرتبة الثانية العليا في علم الانثروبلوجيا أوعلم الإنسان وعلم الاجتماع عام 1971م.

## حياتها
نشأت في أسرة رائدة في تعليم البنات، فهي بنت يوسف البدري الذي قام بإنشاء جامعة الاحفاد للبنات في الخرطوم في،1966 وحفيدة جندي المهدية، بابكر بدري.
بدات في ممارسة مهنة التدريس منذ أن كان عمرها 16 عاما من خلال التدرس في مدارس الأحفاد.واصلت التدريس بعد تخرجها من جامعة الخرطوم في العام 1971 , لكن نقطة التحول في حياتها المهنية كانت بعد انضمامها لجامعة الاحفاد 1996 التي أصبحت لها مثل ” كامل دنيتها ".

## المهنة
-عملت كخبيرة لبرنامج الأمم المتحدة للغذاء والزراعة بروما ووكيلة قسم الدراسات الاجتماعية بجامعة الملك سعود بالرياض.
- كانت بدري محاضرة غير متفرغة في جامعة الأحفاد للبنات من عام 1974 إلى عام 1997، حيث تعمل الآن كأستاذة في الأنثروبولوجيا الاجتماعية. عملت أستاذة بجامعة الخرطوم قسم علم الاجتماع والانثروبلوجيا منذ 1972، وبعد ذلك كمديرة لقسم البحوث بمركز المرأة العربية للتدريب والبحوث ومقرها تونس.
- في عام 2002 أسست وأصبحت المدير الافتتاحي لمعهد AUW لدراسات المرأة  والتنمية.
- بلقيس تشغل منصب مديرة المعهد الإقليمي لدراسات الجندر والتنوع والسلام وحقوق الإنسان بجامعة الأحفاد للبنات منذ 1996م بجامعة الأحفاد للبنات وحتي الآن.
- البدري هي مديرة جامعة الأحفاد للمعهد الإقليمي للمرأة، النوع الاجتماعي، التنوع، السلام والحقوق، في أم درمان / الخرطوم. في عام 1979، قدمت المرأة والدراسات المتعلقة بنوع الجنس إلى مناهج الجامعة.
قامت بإنشاء العديد من الشراكات بين جامعة الأحفاد وجامعات بالمانيا وهولندا ومصر وجنوب افريقيا، كما لها العديد من المنشورات العلمية من كتب واوراق عمل قدمت في مؤتمرات عالمية وداخلية
شاركت في اعداد الدورات التدريبية للعاملين بمنظمات الأمم المتحدة بالأقاليم والسودان منها اليونيسيف، برنامج الغذاء العالمي، صندوق الامم المتحدة للسكان، برنامج الامم المتحدة للتنمية. وهي خبيرة إقليمية لعدد من منظمات الامم المتحدة وللمنظمات داخل السودان.
- وايضاً مديرة قسم البحوث بمركز المرأة العربية للتدريب والبحوث بتونس.

## كتابتها
في فبراير2017 ، نشر كتاب (Zed Books نشاط المرأة في أفريقيا)الذي شارك في تحريره بدري وأيلي ماري تريب. قام البدري بتحريره، وكتب أو شارك في كتابة فصلين من الفصول العشرة.

## الخلاف
في يناير 2018 تم تسجيل شقيق بدري، قاسم بدري، رئيس جامعة الأحفاد للنساء، على شريط فيديو يستحوذ على طالبة كانت تتظاهر بغطاء رأسها وصفعها عدة مرات على رأسها. ودافع البدري عن تصرفات البدري، زاعمًا أن الفيديو «لا يظهر سوى جانب واحد من الحقيقة» وأن بعض المتظاهرين هددوا بإلحاق الضرر بالجامعة وتخريبها.

## وصلات خارجية
- بلقيس بدرى واحدة من 100 امرأة بالعالم يكرمن لعام 2017
- سودان عزة - بروفيسور بلقيس بدري